# Pennsylvania Avenue
Pennsylvania Avenue – stacja metra nowojorskiego, na linii 2, 3 i 4. Znajduje się w dzielnicy Brooklyn, w Nowym Jorku i zlokalizowana jest pomiędzy stacjami Junius Street i Van Siclen Avenue. Została otwarta 24 grudnia 1920.